# Завршавање шешира (Очајне домаћице)
 (срп. Завршавање шешира) је 180. епизода, последња епизода и уједно други део двочасовног финала серије Очајне домаћице. То је такође 23. и последња епизода осме сезоне.

### Синопсис
Мери Алис се присећа дана када се доселила у Вистерија Лејн. Прва која ју је упознала је била Марта Хубер. Госпођа Хубер јој је постављала питања на која она није хтела да јој одговори, и тако је дошла до закључка да Мери Алис нешто крије. Тог тренутка је мисија Марте Хубер постала да открије шта крије Мери Алис и то је био почетак краја.
За разлику од осталих епизода у којима након уводне нарације следи шпица, овде је она исечена, а приказује се низ сцена исечених из ранијих епизода серије: Линет са бебом, Габријела која коси траву у вечерњој хаљини, Бри води љубав са Орсоном, Сузанина кућа експлодира, Ренеин долазак, Мајкова сахрана, а све се завршава Мери Алисиним самоубиством.
Сузан саопштава пријатељицама да се сели, а у том моменту се враћа Кетрин Мејфер која им говори да више није лезбејка и да има велику компанију смрзнуте хране. Она је дошла са пословном понудом за Линет, да буде председница филијале компаније у Њујорку. Она то одбија, јер се тек помирила са Томом. Након што сретне стару колегиницу у маркету, она решава да прихвати посао, што јако изнервира Тома.
Габријела добија унапређење. Пошто касни кући, доноси Карлосу сат са дијамантима. Он схвата да се понавља њихова ситуација са почетка серије, где је она сама седела кући, док је он радио по цео дан, само су сада заменили улоге. Бесан на њу, он запошљава презгодну девојку као баштованку. Када је Габријела види, схвата да алудира на њену превару са Џоном и јако се наљути на Карлоса.
Сузан жели да намести Џули излазак са њеним акушером. Џули то одбија.
Бри треба да набави плочу са песмом и грамофон, јер је то последња жеља госпође Макласки. Пошто Карен чује њену расправу са адвокатом Трипом, решава да њега замоли да јој набави плочи и грамофон, знајући да ће то разнежити Бри и да ће их помирити. Рој говори Бри да је Трип успео да набави грамофон.
Рене је јако нервозна на дан свог венчања, Ствари се додатно компликују када Џули пукне водењак и то по Ренеиној венчаници. Пошто је хаљина уништена, оне одлазе до бутика у ком Габријела ради. Сузан краде лимузину и одвози Џули у болницу, а Габријела и Рене краду венчаницу, након што мрзовољни радник обезбеђења не жели да је позајми Габријели. Рене се истресе на паркинг момку, а кад види Бена, она почиње да плаче.
Рене и Бен се венчавају. Габријела и Карлос се мире и обећавају једно другом да се неће враћати на старо. Линет држи здравицу и говори о празнини у срцу коју људи могу да попуне само љубављу и ничим више, што гане Тома. Он јој говори да прихвати посао. Сузан говори Џули да ће бити срећна са својим успоменама. Бри и Трип започињу везу.
Док на грамофону иде песма коју је Карен тражила од Трипа она умире, Џули рађа кћер, а Рене и Бен одлазе на медени месец. То показује да се све дешава у исто време негде у свету.
Након последње игре покера пред Сузанин одлазак, Сузан, Линет, Бри и Габријела обећавају да ће поново играти покер, али се то, према речима Мери Алис, никада није десило.
Линет и Том су отишли за Њујорк, где је она водила посао све до старости када је викала на својих шест унучића. Бри и Трип су се венчали и одселили се у Кентаки, где се Бри бавила локалном политиком. Габријела је уз Карлосову помоћ основала сајт као лични продавац, а онда је добила и своју емисију. Они су се одселили у вилу у Калифорнији где су се свађали срећно до краја живота.
Сузан се прва од њих одселила, након што се упознала са новом станарком своје куће - Џенифер. Док је Сузан одлазила из Вистерија Лејна, посматрали су је духови преминулих становника: Мајк Делфино, Карен Мекласки са својим сином, Џорџ Вилијамс, Хуанита Мама Солис, Мона Кларк, Карл Мајер, Али Леонард, Нора Ханингтон, Рекс Ван Де Камп, Лилијан Симс, Бет Јанг, Чак Венс, Алма Џоџ, Бредли Скот, Марта Хубер и Мери Алис Јанг.
Како Сузан одлази, тако долази камион за селидбе, а Џенифер одлази у оставу, где вади кутију за накит коју отвара и погледа у њу са страхом, што нам ставља до знања да је у кутији сакривена њена тајна. Она је закључава у плакар. Мери Алис каже да ће тајне постојати све док постоји Вистерија Лејн.

### Занимљивости
Продуценти серије Марк Чери и Боб Дејли се појављују у последњој сцени као људи из службе за селидбе, током Сузанине селидбе.
Иди Брит се не појављује као дух, јер се глумица Николет Шеридан суди са продуцентом Черијем. Мада, у сцени са духовима се види згодна плавуша, што алудира на Идин дух.
Глумица Кетрин Џостен која игра Карен Макласки је умрла три недеље након приказивања финала серије (2.јуна), нажалост, такође од последица рака плућа.
Мери Алис се убила у четвртак, и Сузан се одселила у четвртак, да комплетира причу.
Постоји доста сцена у последњој епизоди које алудирају на дешавања из прве епизоде.
Ово је последње појављивање Сузан Делфино, Линет Скаво, Бри Ван Де Камп, Габријеле Солис, Рене Пери и Кетрин Мејфер.